# Alejandro Valencia
Jonathan Alejandro Villanueva Valencia (Ario de Rosales, Michoacán, México; 28 de febrero de 1991), más conocido como Alejandro Valencia, es un actor y modelo mexicano. Estudió hasta el primer semestre de Ingeniería Mecánica en la UMSNH, para después formar parte del CEA en el 2011, egresando en 2013. Debutó en teatro con la obra “Más Pequeños que el Guggenheim” (“Los insignificantes”), dirigida y escrita por Alejandro Ricaño. Ha participado en distintas novelas como "La vecina", "Corazón que miente", "Despertar Contigo", "Enamorándome de Ramón", entre otras.

## Filmografía

### Telenovelas
- El ángel de Aurora (2024): Juventino (Joven)[1]
- Mi secreto (2022): Hilario[2]
- Enamorándome de Ramón (2017): Valente Esparza.
- Despertar contigo (2016-2017): Ferney.
- Corazón que miente (2016). Luis
- La vecina (2015-2016): Jacinto Robles.
- Muchacha italiana viene a casarse (2014-2015): Santino Joven

### Programas Unitarios
- Esta historia me suena (2022-2023). 2 episodio[3][4]
- Como dice el dicho (2014-2018). 6 episodios.
  - La confianza mata al hombre (2018): Santiago.
  - Puedes ocultar la mano que roba... pero no la que gasta (2017): Memo.
  - Donde reina el amor, sobran las leyes (2016): Fausto.
  - De la moda, lo que te acomoda (2015): Germán.
  - Pies para qué los quiero si tengo alas pa volar (2014): Diego.
  - Lo que uno no puede ver, en su casa... (2014): Ramiro.
- La rosa de Guadalupe (2014-2018) 6 episodios.
  - Fruta podrida (2018): Ulises
  - Búsqueda I y II (2017): Rutilio
  - Cicatrices (2015): Dante
  - Un encuentro de Amor (2014): Ramiro
  - El amor nunca tiene la culpa (2014): Alfonso
  - La alberca de los deseos (2014): Leopoldo

### Teatro
- Dos para el camino (2018) Dirección: Adrián Vázquez
- El cuello de Cristina (2016)  Dirección: Alejandro Alberola
- Los Insignificantes (Más pequeños que el Guggenheim) Dirección: Alejandro Ricaño